# Zdravá škola

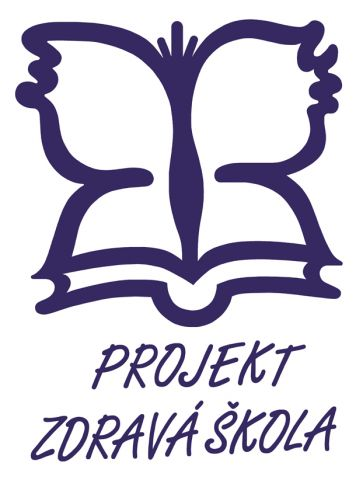
Logo programu Zdravá škola v ČR

Zdravá škola (nebo též Škola podporující zdraví) je rámcový program Světové zdravotnické organizace, do kterého jsou zapojeny mateřské, základní a střední školy. Cílem programu je zoptimalizovat vývoj a rozvoj každého jednotlivce, žáka a učitele v součinnosti s rodiči a školou samotnou, po stránce tělesné, sociální i duševní.

## Historie
První zemí, kde byl projekt realizován, bylo Skotsko. Stalo se tak v roce 1986. Od roku 1989 se záštity chopila Světová zdravotnická organizace. K roku 2013 bylo do programu v rámci Evropy zapojeno na 35 000 škol.
Hlavním záměrem tohoto projektu bylo zlepšit zdraví studentů, učitelů, rodin a dalších členů komunity prostřednictvím školní instituce. Projekt byl inspirován Ottawskou chartou pro podporu zdraví z roku 1986. Později také Jakartskou deklarací z mezinárodní konference o podpoře zdraví v roce 1997.

## Hlavní cíle a zásady zdravé školy
Jelikož se jedná o rámcový program, škola si stanovuje své cíle sama. Na vlastní žádost se do projektu také přihlásí. Nelze tudíž obecně definovat cíle a zásady všech škol. Přesto se každá instituce může opřít o tři pilíře, které mohou sloužit jako návod:

1. Pohoda prostředí (věcného, sociálního, organizačního)
2. Zdravé učení (smysluplnost, možnost výběru, přiměřenost, spoluúčast, spolupráce, motivující hodnocení)
3. Otevřené partnerství (škola je modelem demokratického společenství, pořádá veřejné akce apod.)

## Česká republika
Program Škola podporující zdraví (dále jen ŠPZ) je od devadesátých let k dispozici také školám v České republice. Od roku 2006 se postupně mění koordinace celé sítě z celostátní úrovně na krajskou. Do projektu ŠPZ se může zapojit každá mateřská, základní i střední škola, které vytvářejí dohromady tzv. Národní síť škol podporujících zdraví. Návod, jak se přihlásit do programu, je k dispozici na internetových stránkách Státního zdravotního ústavu.

## Jak se stát ŠPZ
Pokud se škola rozhodne stát se školou podporující zdraví, musí si nejdříve prostudovat metodiky, které obsahují filozofii ŠPZ, její principy a zásady. Druhým krokem je zaslání přihlášky garantovi ŠPZ. Garantem je Státní zdravotní ústav ČR.
Samotná přihláška musí obsahovat:
- úplný název a adresu školy, kontakty a jméno ředitele/ky
- prezentaci školy (základní údaje vč. názvu přijatých vzdělávacích programů)
- odpověď na tři otázky:

1. Proč školu program Škola podporující zdraví zajímá?
2. Kdo všechno projevuje o program ŠPZ zájem? (ředitel, učitele, rodiče, žáci, obec, jiný partner)
3. Co od programu ŠPZ pro sebe očekává?

Po zaslání přihlášky je škola automaticky zařazena do projektu a stanovuje si vlastní postup, podle něhož bude připravovat projekt. Může využít nabídky Státního zdravotního ústavu či k tomu přistoupit dle svého vlastního uvážení podle předepsaných metodik programu. Dalším krokem je vypracovat předběžný projekt, který bude prezentovat reálné cíle, kterých chce škola dosáhnout. Po vypracování školního projektu jej zástupci jednotlivých školou zašlou na adresu SZÚ. Členové SZÚ projekt posoudí a zašlou škole zpětnou vazbu. Následuje návštěva školy a přátelské setkání, kde se škola seznámí se všemi podmínkami, ve kterých se bude projekt realizovat. Koordinační tým SZÚ následně pozve zástupce školy k tzv. kulatému stolu, kde dojde k prezentaci školního projektu a následně k smluvnímu podepsání o vstupu do programu.
Pokud škola uspěje a stane se součástí projektu ŠPZ, musí si podporu zdraví ve škole zařadit do svého kurikula.